# Ocypode rotundata
Ocypode rotundata is een krabbensoort uit de familie van de Ocypodidae. De wetenschappelijke naam van de soort is voor het eerst geldig gepubliceerd in 1882 door Edward John Miers.